# Gare de Ruette
La gare de Ruette est une ancienne gare ferroviaire belge de la ligne 165, d’Athus à Libramont située à Ruette, ancienne commune rattachée à celle de Virton, dans la province de Luxembourg, en Région wallonne.
Mise en service en 1880, elle ferme en 1984.

## Situation ferroviaire
Établie à 220 m d’altitude, la gare de Ruette était établie au point kilométrique (PK) 18,2 de la ligne 165, d’Athus à Bertrix et Libramont, entre la gare de Latour (dépôt et triage) et la gare de Signeulx, toutes deux désaffectées.

## Histoire
La halte de Ruette, administrée depuis la station de Signeulx, est mise en service le 1er décembre 1880 par l’Administration des chemins de fer de l’État belge sur la section de Signeulx à Florenville en service depuis le 26 mars 1879.
Une adjudication a eu lieu au printemps 1880 pour un bâtiment des recettes et un pavillon d'aisance. Le bâtiment est alors une gare provisoire de petites dimensions (45,20 m2). Le bâtiment définitif et la halle aux marchandises sont adjugés en juillet. Le bâtiment définitif est d'une superficie de 210,50 m2.
L'expansion de la gare de triage de Latour, construite dans les années 1920, se traduit par l'ajout de deux voies supplémentaires se prolongeant jusqu'à la sortie de la gare de Ruette.
Inutilisé, le bâtiment (Type 1873) est démoli en 1977. À la suite du Plan IC-IR la SNCB ferme Ruette aux voyageurs le 3 juin 1984 et aux marchandises à la même époque. Plus rien ne subsiste des installations de Ruette.

## Patrimoine ferroviaire
Rien ne subsiste du bâtiment des recettes, de ses annexes, de la maison de garde-barrière et de la halle à marchandises, construits en 1880-1881. Dans sa configuration définitive, le bâtiment appartenant au plan type 1873 comportait une aile de quatre travées disposée sur la gauche du corps de logis et se singularisant par un écart plus important entre les deux travées médianes. Le bâtiment de la gare de Saint-Vincent - Bellefontaine, réalisé simultanément et dans les mêmes conditions (bâtiment provisoire puis définitif) affiche la même particularité.